# Institut maghrébin des sciences économiques et technologiques
L'Institut maghrébin des sciences économiques et technologiques (IMSET) est un établissement privé d'enseignement professionnel situé à Tunis en Tunisie.
Faisant partie du réseau Honoris United Universities depuis 2017, l'IMSET est présent dans différentes autres villes : Sousse, Gabès et Nabeul. L'institut propose des formations en gestion, en informatique, en santé, en agroalimentaire et en technologie.

## Historique
L'IMSET est fondé en 1993 à Tunis. En 2019, l'IMSET compte 26 000 alumni.
En 2001, l'institut se rapproche de l'université centrale. En 2010, l'établissement signe un accord académique avec l'université de Kinshasa en République démocratique du Congo.
Les étudiants de l'institut ont accès à un centre de carrière, inauguré en 2021.
En 2022, l'IMSET annonce avoir travaillé avec la Société financière internationale pour réfléchir à sa politique d'employabilité.